# Hipótesis de nunatak
En biogeografía, particularmente en fitogeografía, la hipótesis de Nunatak sobre el origen de la biota en regiones anteriormente glaciares postula que varios o la mayoría de las especies sobrevivieron a dicho periodo inhóspito en tierras libres de hielo como los nunataks. Es la antítesis de la hipótesis de tabula rasa, que defiende que todas las especies inmigraron a tierras completamente desnudas después de la retirada de los glaciares.
Para mediados del siglo XX, la hipótesis era ampliamente aceptada entre los biólogos que trabajan en las floras de Groenlandia y Escandinavia. Aun así, mientras la geología moderna ha establecido la presencia de regiones libres de hielo durante el último máximo glacial tanto en Groenlandia como en Escandinavia, las técnicas moleculares han revelado diferenciación genética limitada en muchos taxones árticos, sugiriendo de forma importante una capacidad para dispersarse en largas distancias de forma generalizada entre los organismos polares. Esto no niega directamente la teoría de la supervivencia glaciar, pero la hace menos necesaria como explicación. Además las poblaciones que sobrevivieron en las tierras libres de hielo probablemente se vieron inundadas con el acervo genético de las especies postglaciares inmigrantes.

## Animales refugiados

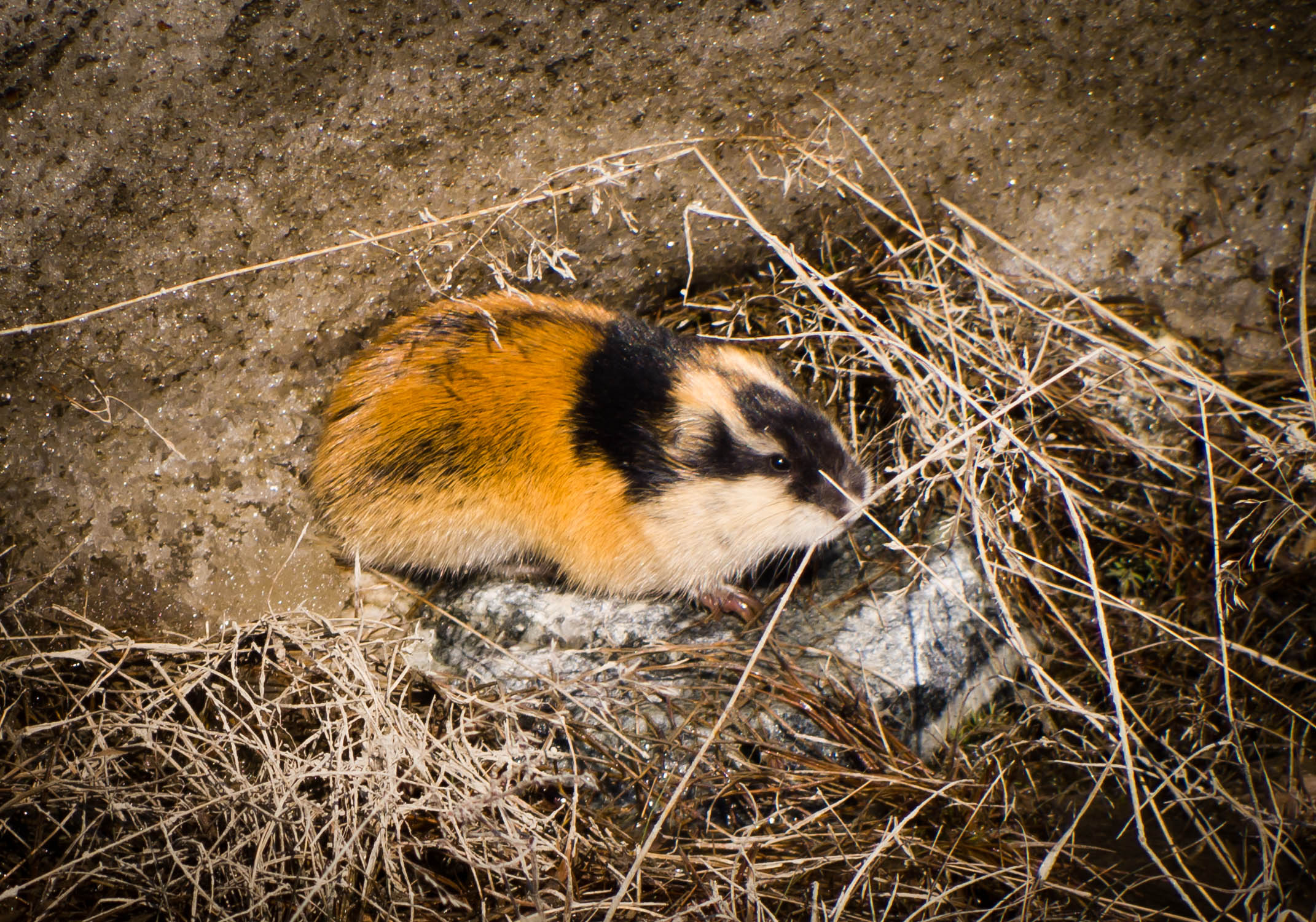
Lemming, animal endémico de Fennoscandia que es posible haya buscado refugio en nunataks.

Si las plantas de flores sobrevivieron en refugios de nunataks, es natural asumir que los insectos también vivían allí. Carl H. Lindroth creía que podía probar que los escarabajos habían sobrevivido en los refugios escandinavos occidentales al estudiar la longitud de las alas traseras. Arne Fjellberg, por otro lado, cree que la prevalencia de las especies del Parque nacional Hardangervidda puede explicarse sin suponer que hubo refugios.
El único mamífero endémico en Fennoscandia es el lemming (Lemmus lemmus). Esta especie es resistente y bien puede haber sobrevivido en refugios. Al este del Mar Blanco, otra especie, L. sibiricus, prevalece. El género Lemmus era común en Europa Central durante las glaciaciones. Un estudio de ADN mitocondrial muestra que las dos especies de lemming mencionadas se separaron antes de la última edad de hielo. La población de lemmings fue muy pequeña durante el máximo de la Edad de Hielo Tardía, lo que sugiere que la especie se limitó a pequeños refugios.
Los estudios de ADN mitocondrial muestran que hay dos poblaciones dispares de ratas de campo (Microtus oeconomus) en Fennoscandia. Una de ellas solo habita en las islas de Andøya, Ringvassøya, Reinøya y dos lugares en Rusia. Esto puede interpretarse como que las ratas terrestres sobrevivieron a la edad de hielo en Andøya, pero no está claro si una especie tan exigente pudo haberlo logrado allí.
Se han encontrado ejemplares de Tanymastix stagnalis, una especie de Anostraca, en varios estanques de fusión en Trollheimen. Este crustáceo tiene sus ocurrencias más cercanas en Suecia y Dinamarca. Los estudios de ADN mitocondrial muestran una gran variación entre las diferentes poblaciones europeas. Estas condiciones pueden indicar que la especie ha sobrevivido en refugios locales.
Otro crustáceo resistente de agua dulce es Gammarus lacustris (un alga marina), que se distribuye ampliamente en Noruega y el norte de Europa. Los estudios genéticos moleculares muestran que las poblaciones noruegas tienen orígenes diferentes. Las poblaciones de las regiones costeras del noroeste son genéticamente distintas y deben haberse originado en su propio refugio.